# Los Trujillos-Gabaldon
Los Trujillos-Gabaldon è un census-designated place (CDP) degli Stati Uniti d'America, situato nello stato del Nuovo Messico, nella contea di Valencia.